# Цине, Иоганна
Иога́нна Ци́не (Цыне) (урожд. Бельская; 1939, Рига, Латвия) — советская шашистка, чемпионка СССР по русским шашкам, многократный призёр чемпионатов СССР по русским шашкам.

## Биография
В молодости работала на заводе «ВЭФ». Первоначально тренировалась у А. Субботина. Первой среди шашисток участвовала в полуфинале чемпионата СССР по русским шашкам среди мужчин. На чемпионате Латвии среди мужчин заняла 4 место, была чемпионкой Литвы среди мужчин.
В 1967 г. на 9-м командном первенстве СССР в составе сборной Латвийской ССР стала чемпионом; в состав команды входили также Андрис Андрейко, Валдис Звирбулис, Борис Гуревич, Эммануил Меринс, Анатолий Субботин,  Айвар Войцещук, Пётр Попов, Велло Лухт, Бирута Михневич, тренер П. Фрейденфельд.